# Ferran Solé
Ferran Solé Sala (San Quirce del Vallés, 25 de agosto de 1992) es un jugador de balonmano español que juega de extremo derecho en el Paris Saint-Germain. Es internacional con la selección de balonmano de España, con la que debutó en los partidos de clasificación para el Campeonato Europeo de Balonmano Masculino de 2018.
Fue campeón de Europa junior con España en 2012.
Con la selección, su primer gran campeonato fue el Campeonato Europeo de Balonmano Masculino de 2018, donde logró la medalla de oro con la selección española y fue además seleccionado en el 7 ideal del campeonato.

## Trayectoria
A finales de la temporada 2015-2016, se dio a conocer su fichaje por el equipo francés Fenix Toulouse HB. Fue ya con el conjunto francés cuando se produjo su debut con la selección de España el 2 de noviembre de 2016 frente a la selección de Bosnia y Herzegovina, debutando de la mano del seleccionador Jordi Ribera. A pesar de su debut tan solo unos meses antes, no fue convocado para Campeonato del Mundo de 2017.
Si sería convocado para el Europeo de 2018, quedando fuera de la lista el veterano Víctor Tomás. Su inicio de torneo fue una de las notas más sorprendentes del combinado español, con 5 goles en su debut en un gran campeonato. España fue avanzando rondas hasta llegar a las semifinales donde eliminó a la selección de Francia, siendo Ferran el máximo goleador del encuentro con 7 goles. Ya en la final, consiguieron vencer por 29-23 a Suecia con 5 tantos de Solé, suponiendo el primer campeonato de Europa para los "Hispanos". Ferran fue elegido en el siete ideal del torneo, además de ser el quinto máximo goleador global y máximo goleador de la selección.
En el Mundial de 2019, donde España quedó eliminada en la segunda fase que daba acceso a las semifinales, fue elegido en el equipo ideal del torneo, además de finalizar como tercer máximo goleador del mismo con 58 goles.

## Equipos
| Club                      | País    | Año         |
| ------------------------- | ------- | ----------- |
| Club Balonmano Granollers | España  | 2011 - 2016 |
| Fenix Toulouse HB         | Francia | 2016 - 2020 |
| PSG                       | Francia | 2020 -      |

## Estadísticas

### Selección nacional
|  | Líder del Torneo            |
|  | Incluido en el Equipo Ideal |

| Torneo                | Partidos | Ataque | Ataque | Ataque      | Ataque | Posición          |
| Torneo                | Partidos | Goles  | Tiros  | Efectividad | Media  | Posición          |
| --------------------- | -------- | ------ | ------ | ----------- | ------ | ----------------- |
| Europeo 2018          | 8        | 36     | 47     | 77%         | 4,50   | Medalla de oro    |
| Mundial 2019          | 9        | 58     | 68     | 85%         | 6,44   | 7º                |
| Europeo 2020          | 9        | 25     | 38     | 66%         | 2,77   | Medalla de oro    |
| Mundial 2021          | 9        | 37     | 44     | 84,1%       | 4,11   | Medalla de bronce |
| Juegos Olímpicos 2020 | 6        | 17     | 23     | 73,91%      | 2,83   | Medalla de bronce |
| Europeo 2022          | 7        | 19     | 26     | 73%         | 2,71   | Medalla de plata  |
| Mundial 2023          | 9        | 30     | 48     | 62,5%       | 3,33   | Medalla de bronce |
| Mundial 2025          | 6        | 19     | 25     | 76%         | 3,17   | 18º               |
| Total en su carrera   | 63       | 241    | 319    | 75,55%      | 3,83   | -                 |

Actualizado a 31 de enero de 2025.

## Palmarés

### Selección nacional
| Juegos Olímpicos   | Juegos Olímpicos          | Juegos Olímpicos  | Juegos Olímpicos |
| Año                | Lugar                     | Medalla           |                  |
| ------------------ | ------------------------- | ----------------- | ---------------- |
| 2020               | Tokio                     | Medalla de bronce |                  |
| Campeonato Mundial |                           |                   |                  |
| Año                | Lugar                     | Medalla           |                  |
| 2021               | Egipto                    | Medalla de bronce |                  |
| 2023               | Polonia y Suecia          | Medalla de bronce |                  |
| Campeonato Europeo |                           |                   |                  |
| Año                | Lugar                     | Medalla           |                  |
| 2018               | Croacia                   | Medalla de oro    |                  |
| 2020               | Austria, Noruega y Suecia | Medalla de oro    |                  |
| 2022               | Hungría y Eslovaquia      | Medalla de plata  |                  |

### PSG
- Liga de Francia de balonmano (4): 2021, 2022, 2023, 2024
- Copa de Francia de balonmano (2): 2021, 2022
- Supercopa de Francia (1): 2023

### Consideraciones individuales
- Máximo Goleador de la Copa EHF (1): 2016
- Mejor Extremo Derecho del Europeo (1): 2018
- Mejor Extremo Derecho del Mundial (2): 2019 y 2021